# Ierland op de Olympische Zomerspelen 1964
Ierland nam deel aan de Olympische Zomerspelen 1964 in Tokio, Japan. In tegenstelling tot vier jaar eerder werd dit keer een medaille gewonnen.

## Medailleoverzicht
| Sport  | Olympiër    | Discipline | Medaille |
| ------ | ----------- | ---------- | -------- |
| Boksen | Jim McCourt | -60kg (m)  | Brons    |

## Deelnemers en resultaten

### Atletiek
| Olympiër         | Discipline         | Resultaat | Prestatie                                             |
| ---------------- | ------------------ | --------- | ----------------------------------------------------- |
| Noel Carroll     | 800m (m)           | 30e       | serie 5: 5de in 1.51,1                                |
| Derek McCleane   | 800m (m)           | 16e       | serie 1: 3de in 1.49,9 halve finale 2: 7de in 1.48,4  |
| Basil Clifford   | 1500m (m)          | 35e       | serie 1: 8ste in 3.54,9                               |
| Thomas O'Riordan | 5000m (m)          | 22e       | serie 2: 9de in 14.08,8                               |
| Jim Hogan        | 10000m (m)         | DNF       | niet gefinisht                                        |
| James Hogan      | marathon (m)       | DNF       | niet gefinisht                                        |
| James Hogan      | kogelslingeren (m) | 23e       | kwalificatie: 23ste met 59,12m                        |
|                  |                    |           |                                                       |
| Maeve Kyle       | 400m (v)           | 14e       | serie 2: 4de in 55,4 halve finale 2: 7de in 55,3      |
| Maeve Kyle       | 800m (v)           | 16e       | serie 2: 5de in 2.11,3 halve finale 2: 8ste in 2.12,9 |

### Boksen
| Olympiër                | Discipline  | Resultaat | Prestatie |
| ----------------------- | ----------- | --------- | --- |
| John Anthony McCafferty | -51kg (m)   | 5e        | 1ste ronde: W van CUB Carbonell: 5-0 2de ronde: W van GHA Shittu: 3-2 kwartfinale: V van ITA Atzori: 0-5                                    |
| Christopher Rafter      | -54kg (m)   | 17e       | 1ste ronde: V van ARG Almarez: 0-5 |
| Pat Fitzsimmons         | -57kg (m)   | 17e       | 1ste ronde: V van POL Gutman: 0-5 |
| Jim McCourt             | -60kg (m)   | Brons     | 1ste ronde: W van KOR Seo: 4-1 2de ronde: W van PAK Sarwar: 4-1 kwartfinale: W van ESP Barrera: 4-1 halve finale: V van URS Barannikov: 2-3 |
| Brian Anderson          | -63,5kg (m) | 17e       | 1ste ronde: V van CAM Nol: 23- |

### Judo
| Olympiër  | Discipline      | Resultaat | Prestatie                                                   |
| --------- | --------------- | --------- | ----------------------------------------------------------- |
| John Ryan | open klasse (m) | 5e        | 1ste ronde groep 2: 2de met 1 overwinning herkansingen: 2de |

### Paardensport
| Olympiër                                                | Discipline  | Resultaat | Prestatie         |
| Eventing                                                | Eventing    | Eventing  | Eventing          |
| ------------------------------------------------------- | ----------- | --------- | ----------------- |
| Thomas Brennan                                          | individueel | 16e       | 1,13 punten       |
| Anthony Cameron                                         | individueel | 5e        | 46,53 punten      |
| Harry Freeman                                           | individueel | 28e       | 68,73 strafpunten |
| John Harty                                              | individueel | 18e       | 4,80 strafpunten  |
| Thomas Brennan Anthony Cameron Harry Freeman John Harty | team        | 4e        | 42,86 punten      |

### Schermen
| Olympiër            | Discipline | Resultaat | Prestatie                                                                              |
| ------------------- | ---------- | --------- | -------------------------------------------------------------------------------------- |
| John Bouchier-Hayes | degen (m)  | 32e       | 1ste ronde groep 3: 5de met 3 overwinningen 2de ronde groep A: 6de met 1 overwinning   |
| Michael Ryan        | degen (m)  | 52e       | 1ste ronde groep 2: 8ste met 1 overwinning                                             |
| John Bouchier-Hayes | floret (m) | 48e       | 1ste ronde groep 7: 6de met 0 overwinningen                                            |
| Michael Ryan        | floret (m) | 34e       | 1ste ronde groep 6: 4de met 2 overwinningen 2de ronde groep B: 6de met 0 overwinningen |
| John Bouchier-Hayes | sabel (m)  | 47e       | 1ste ronde groep 6: 6de met 0 overwinningen                                            |
| Michael Ryan        | sabel (m)  | 47e       | 1ste ronde groep 1: 6de met 0 overwinningen                                            |

### Worstelen
| Olympiër      | Discipline  | Resultaat   | Prestatie                                                                                 |
| Vrije stijl   | Vrije stijl | Vrije stijl | Vrije stijl                                                                               |
| ------------- | ----------- | ----------- | ----------------------------------------------------------------------------------------- |
| Seán O'Connor | -52kg (m)   | 14e         | 1ste ronde: V van TUR Yanilmaz 2de ronde: W van AFG Khakshar 3de ronde: V van ITA Grassi  |
| Joe Feeney    | -78kg (m)   | 11e         | 1ste ronde: V van ITA De Vescovi 2de ronde: W van AUS Boyle 3de ronde: V van MGL Mönkhbat |

### Zeilen
| Olympiër                                 | Discipline   | Resultaat | Prestatie                               |
| ---------------------------------------- | ------------ | --------- | --------------------------------------- |
| Johnny Hooper                            | finn klasse  | 23e       | 2000 punten: (21-15-DNF/s>-23-18-19-21) |
| Eddie Kelliher Rob D'Alton Harry Maguire | drakenklasse | 20e       | 1331 punten: (18-20-DNF/s>-15-17-19-16) |

Afghanistan · Algerije · Argentinië · Australië · Bahama's · België · Bermuda · Birma · Bolivia · Brazilië · Brits-Guiana · Bulgarije · Cambodja · Canada · Ceylon · Chili · Colombia · Congo-Brazzaville · Costa Rica · Cuba · Denemarken · Dominicaanse Republiek · Duits eenheidsteam · Ethiopië · Filipijnen · Finland · Frankrijk · Ghana · Griekenland · Groot-Brittannië · Hongarije · Hongkong · Ierland · IJsland · India · Irak · Iran · Israël · Italië · Ivoorkust · Jamaica · Japan · Joegoslavië · Kameroen · Kenia · Libanon · Liberia · Libië · Liechtenstein · Luxemburg · Madagaskar · Maleisië · Mali · Marokko · Mexico · Monaco · Mongolië · Nederland · Nederlandse Antillen · Nepal · Nieuw-Zeeland · Niger · Nigeria · Noord-Rhodesië · Noorwegen · Oeganda · Oostenrijk · Pakistan · Panama · Peru · Polen · Portugal · Puerto Rico · Roemenië · Senegal · Sovjet-Unie · Spanje · Taiwan · Tanganyika · Thailand · Trinidad en Tobago · Tsjaad · Tsjecho-Slowakije · Tunesië · Turkije · Uruguay · Venezuela · Verenigde Arabische Republiek · Verenigde Staten · Vietnam · Zuid-Korea · Zuid-Rhodesië · Zweden · Zwitserland